# Lechies

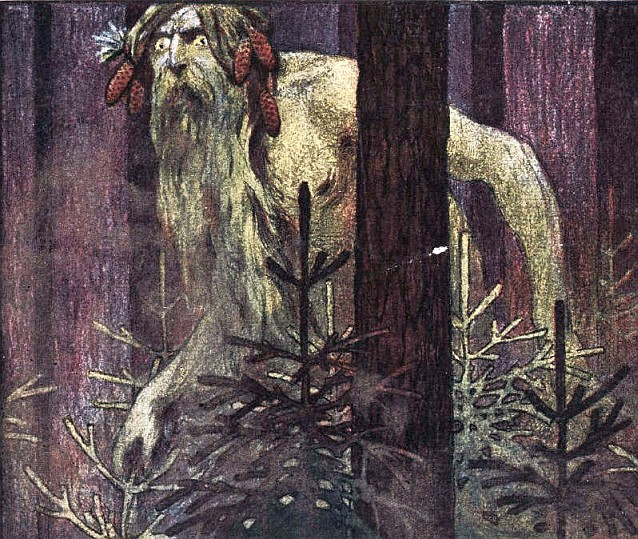

Lechie, Lechy ou Lesovik é um espírito florestal da mitologia eslava, que protege os animais selvagens e as florestas. Há também leshachikha/leszachka (esposas do leshak) e leshonky (crianças do leszy). Ele é aproximadamente ao análogo do homem selvagem da Europa ocidental e os Basajaun do País Basco.

## Nome das formas  e etimologia
- Lesy (checo: Leszi, polaco: Leszy, russo: Леший, Bielorrusso: Лешы, Sérvio: Лешиј)
- Lesovik (russo: Лесовик, ucraniano: Лісовик, Bielorrusso: Лесавік, Sérvio: Лесовик)
- Lesovy (checo: Lesovij, russo: Лесовой, sérvio: Лесовој)
- Lesny muzik/ded (checo: Lesní muzik, eslovaco: Lesny muzik bielorrusso: Лясны дзед), que significa "homem da floresta" ou "homem da floresta velha"
- Lesak (russo: Лешак, sérvio: Лешак)
- Lesnik (russo: Лесник, sérvio: Лесник)
- Lesun (russo: Лесун, bielorrusso: Лясун)

Esses nomes tiveram origem do eslavo comum (proto-eslavo * lěsъ) - "floresta", e significa "ele da floresta".

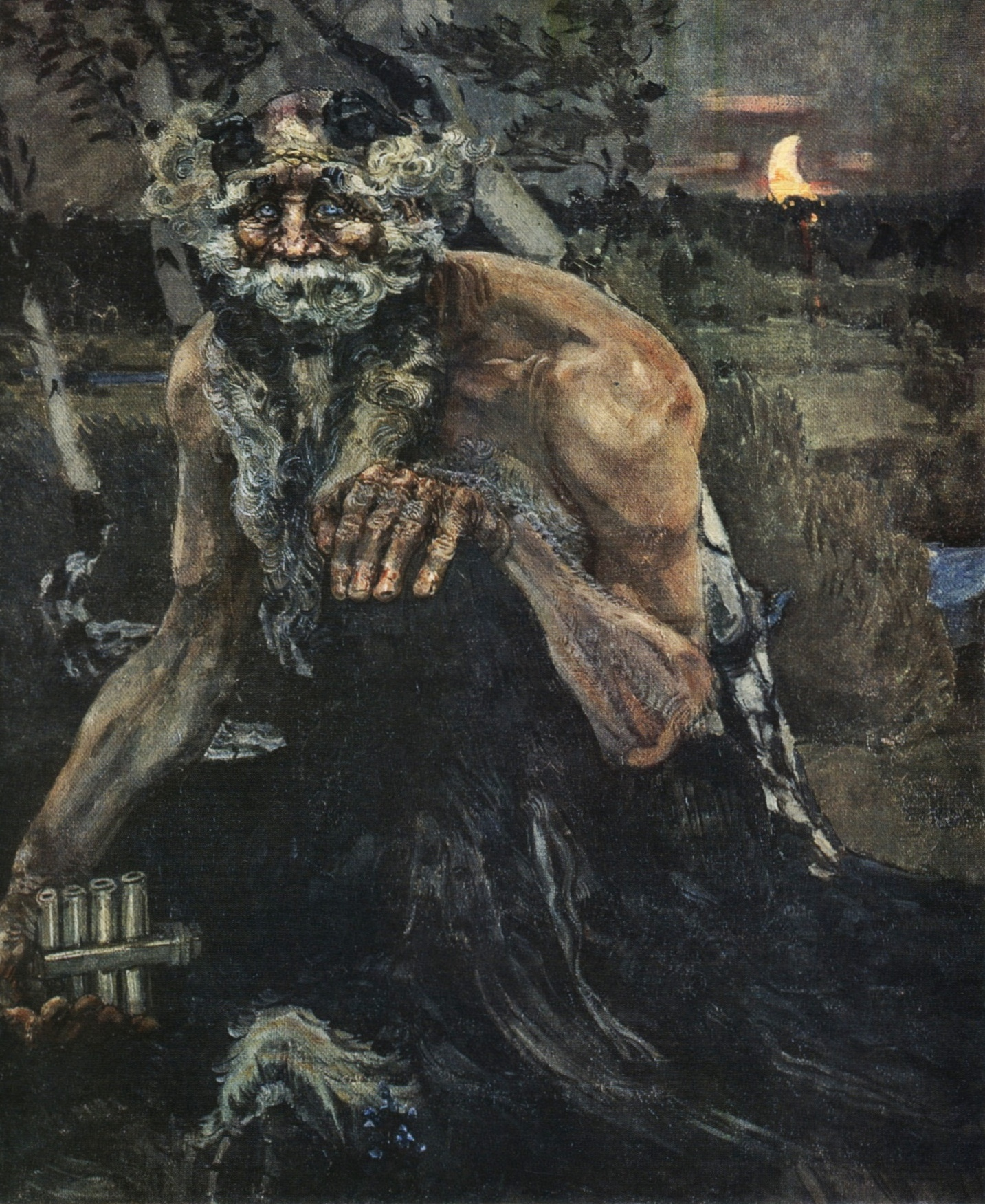
Pan, quadro de Mijaíl Vrubel (1899)

## Descrição
O Lechy geralmente aparece como um homem alto, mas ele é capaz de mudar o seu tamanho, desde uma lâmina de erva para uma árvore muito alta. Ele tem cabelos e barba feita a partir da grama vivente e das vinhas, e às vezes é representado com uma cauda, cascos e chifres. Ele tem a pele branca e pálida, que contrasta com os seus brilhantes olhos verdes. Ele às vezes é considerado semelhante ao diabo. O Leshy tem uma ligação estreita com o lobo cinzento, e é frequentemente visto em companhia de ursos também. Ele é o Senhor da floresta e leva uma clava para expressar que ele é o mestre da madeira. No Brasil, ele pode ser considerado semelhante ao Curupira e ao Caipora.

## Habilidades
Ele é dito por ter a capacidade de mudar para qualquer forma, de animal ou vegetal. Quando ele está em forma humana, ele parece como um camponês comum, excepto nos seus olhos, que brilham e seus sapatos estão para  trás. Em alguns contos, diz-se que ele aparece para os visitantes como um grande cogumelo falando. [carece de fontes?]
Ele também pode variar de tamanho, encolhendo-se à altura de uma folha de erva, quando em movimento, através de campos abertos, ou crescer para o tamanho de árvores mais altas quando estão na floresta.
Se uma pessoa puder auxiliar um Leszy, este último, seria ensinar-lhes os segredos da magia. Agricultores e pastores que fazem pactos com o Leshy, para proteger as suas colheitas e ovinos. O Leshy tem muitos truques, incluindo, desencaminha camponeses, tornando-os doentes, ou agradar-lhes até a morte. Também eram conhecidos para ocultar os eixos de lenhadores.
Lechies é um ser extremamente pernicioso, chora de forma horrível, e também poder imitar vozes de pessoas próximas e atraí-los de volta para suas cavernas, onde ele iria agradar-lhes quase até a morte e ele elimina os sinais de seus postos. Os Lechies nem sempre são maus, mas eles gostam da confusão  e sequestro dos jovens humanos. Ele também é conhecido por manter a pecuária e de querer saber muito das suas florestas, caso as perca. Às vezes, os pastores de vacas vão fazer pactos com Leshy, entregando-lhe sua cruz ao redor de seu pescoço e partilhar da comunhão com ele logo após as reuniões nas igrejas cristãs. Estes pactos, dizem, são para dar poderes especiais aos pastores.

## Dictionnaire Infernal
Lechies, é um demônio ou espírito, no Dictionnaire Infernal, ele é um ser da floresta eslava, de natureza semelhante a um duende Polevik. Ele protege as aves, árvores e animais da floresta, ele aparece na forma de um ser humano com a pele azul, 2 chifres grandes e cabelos verdes, uma longa barba verde em seu rosto, com um porrete ou chicote, indicando o seu domínio da floresta.
Se uma vez encontrar  um Lechie, deve contrariá-lo imediatamente, mudando todas as suas roupas, de dentro para fora e para trás, colocando os sapatos nos pés de forma oposta, e o sinal da cruz, muitas vezes, mas na pior das hipóteses, o  Lechie causa tormento, incendeia as florestas. Se um Lechie for atrás de ti, não olhe para trás, pois ele ficará tão preocupado em apagar os fogos, que ele vai esquecer, devido as suas travessuras, que caiu em cima de sua pobre alma.

## Descrição na cultura moderna
- O Leshy benevolente, aparece em primeiro lugar, como um camponês, e, em seguida, como um demônio gigantesco criatura parecida na minissérie em banda desenhada Hellboy: Darkness Calls por Mike Mignola e Fegredo  Duncan.
- Na cultura Shin'a'in, nos livros de ficção de Valdemar Mercedes Lackey, eles usam o leshy'a, palavra para se referir aos espíritos ou fantasmas
- Num Role-playing game, de 1993, da empresa Sierra, Quest for Glory IV,  o herói encontra um Leshy na floresta que oferece pistas no jogo, em recompensa pela resolução de enigmas.
- No MMORPG Final Fantasy XI,o Leshy é um monstro que aparece como um gigante, vagamente humanóide e movido por árvores.
- No episódio 5 da quinta temporada de Supernatural "Fallen Idols", os irmãos Winchesters caçam um deus pagão chamado na série Leshi. [necessário esclarecer].
- No episódio 7 da quarta temporada de Lost Girl "La Fae Époque", a protagonista Bo (Anna Silk) conhece Flora Bloom (Zoie Palmer), uma Leshii que sente falta de sua casa, nas florestas bascas de Guernica.